# 算法少女
『算法少女』（さんぽうしょうじょ）は、安永4年（1775年）に出版された和算書。当時の和算書で唯一、著者が女性名義になっている珍しい本であり、現在では国立国会図書館などでわずかに見ることの出来る稀覯本である。国会図書館に所蔵されている資料は国立国会図書館デジタルコレクションで閲覧できる。また、1935年（昭和10年）に謄写版が古典数学書院から復刻された。
本書を題材に、児童文学作家の遠藤寛子が小説『算法少女』を著していて、同作は後に漫画化・アニメ映画化された。
2009年（平成21年）に本書の現代語訳と問題の解答を解説し、資料として天理大学附属天理図書館蔵『算法少女』の影印を収録した『和算書「算法少女」を読む』がちくま学芸文庫から出版された。

## 著者
『算法少女』序文によると、娘が父親の協力の下にこの本を著わしたとあるが、本名はない。父親は壺中隠者、娘は単に平氏とあり、同時に章子の印章がある。当時は弟子の名前で師匠が自分の業績や研究を発表することが行われていたので、実際の著者は「壺中隠者」と見られる。しかしそれでも、この時代の和算書に女性が名前を連ねるのは他に例がなく、その意味でも日本の文化史上貴重な本といえる。跋文（あとがき）は俳人の谷素外（号は一陽井）が記している。和算が学問であると同時に趣味的な分野として受け止められていたことが窺える。
著者「壺中隠者」の正体については長く不詳のままだったが、数学史家・三上義夫の研究によって医師・千葉桃三であることが明らかになった。

## 時代背景
時代背景としては、その6年前の明和6年（1769年）、田沼意次が老中格に昇進し、田沼時代が本格化した。鎖国令が緩和され、諸外国の進んだ文物が日本に入ってきた。安永3年（1774年）、杉田玄白、前野良沢らによる『解体新書』が著された。経済力を持った町人庶民が文化を発展させる一方、地方では飢饉から一揆が引き起こされた。その結果、困窮民が都市部に流入し、貧富の差が増大した。

## 書誌情報
- 千葉桃三、平章子 著、壷中隠者・撰、平章子 編『算法少女』山崎金兵衛、東都、1775年。NDLJP:3508165。
  - 千葉桃三、平章子 著、壷中隠者・撰、平章子 編『算法少女』（謄写版）古典数学書院、1935年。NDLJP:1121575。

## 関連文献
- 遠藤寛子『算法少女』箕田源二郎・絵、岩崎書店〈少年少女歴史小説シリーズ〉、1973年、211頁。ISBN 4-265-93009-3。
  - 遠藤寛子『算法少女』箕田源二郎・絵、筑摩書房〈ちくま学芸文庫 Math & Science〉、2006年8月、272頁。ISBN 4-480-09013-4。
- 小寺裕（著）、日本数学協会 編（編）「『算法少女』の贈りもの」『数学文化』第4号、日本評論社、2005年5月、66-71頁。
- 小寺裕『和算書「算法少女」を読む』筑摩書房〈ちくま学芸文庫 Math&Science〉、2009年11月10日。ISBN 978-4-480-09255-7。 - 附録に資料として天理大学附属天理図書館蔵『算法少女』の影印を収録。
- 藤田貞資『算法少女之評』1791年。
  - 藤田貞資『算法少女之評』（謄写版）古典数学書院、1938年。NDLJP:1145671。
- 三上義夫「算法少女著者考」『東京物理学校雑誌』第43巻第506-507号、東京物理学校、1934年、31-35頁、57-61頁。